# 張文佐
張文佐（？年—？年），字良弼，河南汝寧府西平縣（今駐馬店市西平縣）人。明朝政治人物。

## 生平
成化二十年（1484年）甲辰科進士。弘治十一年任平阳府知府，正德三年（1508年）六月官山東布政司左參政，四年闰九月以年老令致仕。為人至孝。